# Temper vs. Temper
Temper vs. Temper è un cortometraggio muto del 1914 diretto da Hobart Henley e da Ray C. Smallwood. Prodotto da Carl Laemmle, aveva come interpreti Hobart Henley, Ethel Grandin e Herbert Brenon.

## Trama
Ethel è una ragazza viziata e di temperamento focoso. Corteggiata da Horace Gray, un giovane medico benestante, lo sposa. Ma, anche dopo il matrimonio, lei continua a comportarsi da farfallina e lui non riesce a frenarne la personalità irruente. Dapprima ci prova usando metodi garbati, ma senza ottenere alcun successo. L'uomo, allora, consulta uno specialista che gli consiglia di trattare la giovane moglie usando le stesse tattiche che usa lei. Davanti a un marito che all'improvviso cambia completamente, Ethel si allarma e, a sua volta, ricorre allo specialista. Questi le consiglia di non contrastare Horace in nessun modo ma, invece, di compiacerlo e soddisfarlo per quanto sarà capace di fare. La giovane diventa immediatamente una moglie devota, sforzandosi di esaudire ogni capriccio del marito, trasformandosi totalmente in una nuova Ethel, più consapevole e responsabile. Horace, da parte sua, curato in questa maniera, guarisce pure lui e la coppia, adesso, può iniziare insieme una vita serena mettendo al bando stranezze e comportamenti stravaganti.

## Produzione
Il film fu prodotto da Carl Laemmle per la Independent Moving Pictures Co. of America (IMP).

## Distribuzione
Distribuito dalla Universal Film Manufacturing Company, il film - un cortometraggio in una bobina - uscì nelle sale statunitensi il 27 aprile 1914.